# 穆西伊夫卡 (魯任區)
49°50′4″N 29°21′1″E / 49.83444°N 29.35028°E
穆西伊夫卡（烏克蘭語：Мусіївка），是烏克蘭北部的村莊，隸屬日托米爾州的別爾季切夫區。該村始建於1609年，面積2.1平方公里，海拔高度228米，2001年人口348，人口密度每平方公里165.4人。